# Сокольники-Джонзґовські
Сокольники-Джонзґовські (пол. Sokolniki Drzązgowskie, нім. Falkenrode) — село в Польщі, у гміні Костшин Познанського повіту Великопольського воєводства.
Населення — 40 осіб (2011).
У 1975-1998 роках село належало до Познанського воєводства.

## Демографія
Демографічна структура станом на 31 березня 2011 року:
|          | Загалом | Допрацездатний вік | Працездатний вік | Постпрацездатний вік |
| -------- | ------- | ------------------ | ---------------- | -------------------- |
| Чоловіки | 25      | 8                  | 12               | 5                    |
| Жінки    | 15      | 3                  | 7                | 5                    |
| Разом    | 40      | 11                 | 19               | 10                   |